# Hamma Bouziane (distrito)
Hamma Bouziane é um distrito localizado na província de Constantina, Argélia, e cuja capital é a cidade de mesmo nome, Hamma Bouziane. A população total do distrito era de 124 903 habitantes, em 2008.[carece de fontes?]

## Municípios
O distrito está dividido em dois municípios:
- Hamma Bouziane
- Didouche Mourad